# デイヴィッド・レジス
デイヴィッド・レジス（David Régis、1968年12月2日 - ）は、アメリカ合衆国の元サッカー選手。元アメリカ代表。ポジションはディフェンダー。

## 来歴
1998年5月にアメリカ代表デビュー。翌月の1998 FIFAワールドカップではグループステージ全3試合に出場した。2002 FIFAワールドカップ・北中米カリブ海予選・最終予選では8試合に出場、2002 FIFAワールドカップ出場権を獲得した。2002 FIFAワールドカップではメンバーに選ばれたが出場機会は無かった。アメリカ代表で通算27試合に出場した。

## 代表歴

### 出場大会
- アメリカ代表
  - 1998 FIFAワールドカップ
  - 2002 FIFAワールドカップ

### 試合数
- 国際Aマッチ 27試合 0得点（1998年-2002年）[1]

| アメリカ代表 | 国際Aマッチ | 国際Aマッチ |
| 年           | 出場        | 得点        |
| ------------ | ----------- | ----------- |
| 1998         | 5           | 0           |
| 1999         | 2           | 0           |
| 2000         | 8           | 0           |
| 2001         | 8           | 0           |
| 2002         | 4           | 0           |
| 通算         | 27          | 0           |